# 牛虎铜案

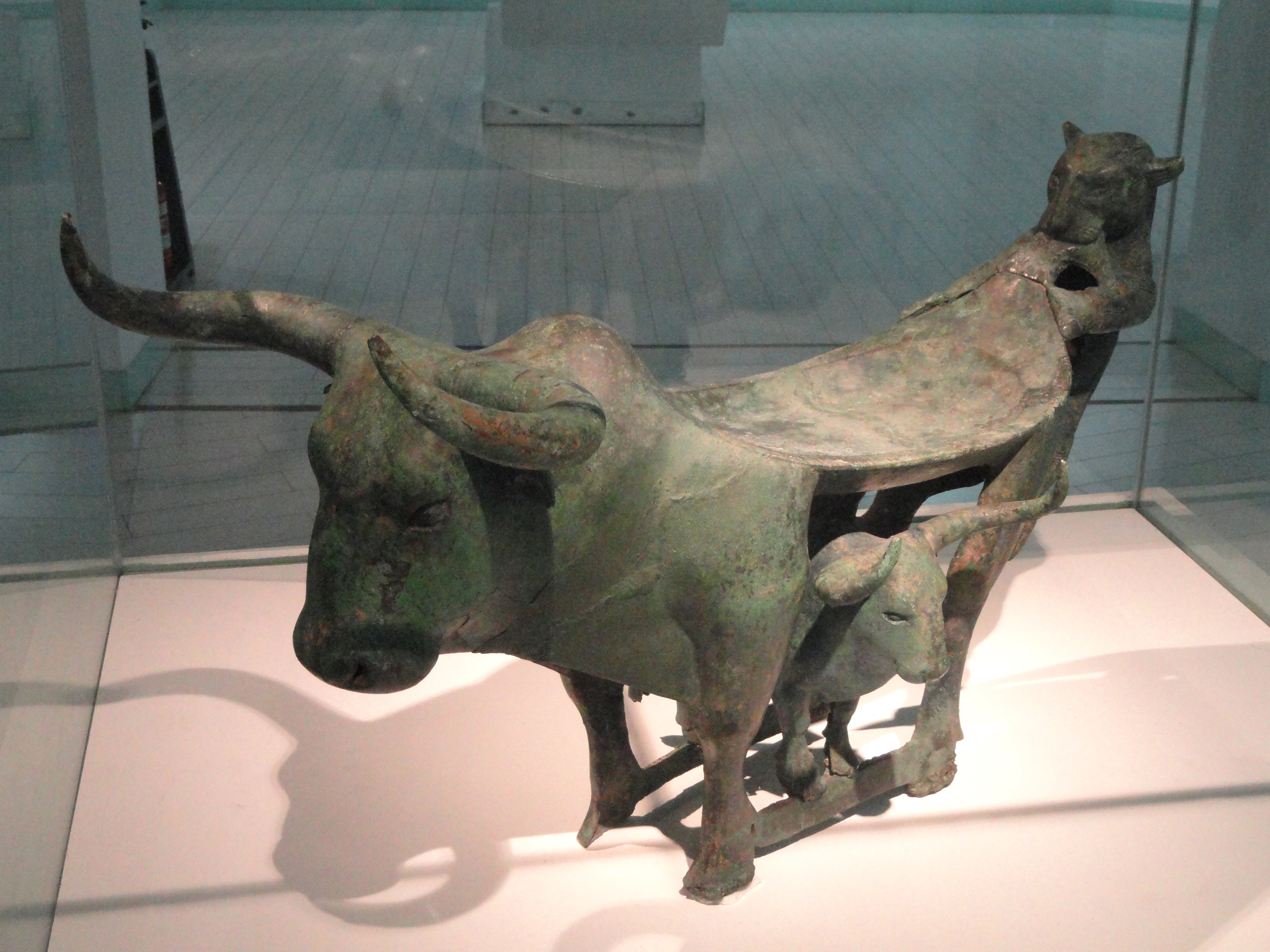
牛虎铜案，现藏云南省博物馆。

牛虎铜案是1972年在中国云南省玉溪市江川县李家山古墓群第24号墓中出土的一件青铜器，为古代祭祀时盛牛羊等祭品的器具。整个青铜器高43厘米，长76厘米，重17公斤。整体形象为一站立的大牛，大牛腹中空，内立一小牛。大牛后部有一猛虎咬住牛尾，四爪抓住大牛的后胯。整件青铜器用范模铸造，大牛和虎一次成型，小牛另铸再焊接。现藏于云南省博物馆，为该馆镇馆之宝。